# Светски дан дизајна
Светски дан дизајна je дан који се сваке године обележава 27. априла. Овај дан је почео да се обележава још 1995. године, а имао је за циљ подизање свести о вредности графичког дизајна, као и међусобног повезивања дизајнера широм планете.

## O самом дану
Обележавање Светског дана дизајна  представља обележавање дана када је основан  Међународни савет удружења графичких дизајнера, које је основано 1963. године у Лондону. Ту организацији чини 67 земаља са преко 200 чланова. Светски дан дизајна је 2012. године променио назив у Светски дан дизајнерске комуникације, са циљем да повеже и окупи све дизајнере и уметнике и да заједно решавају дизајнерске проблеме.

### Графички дизајн
Графички дизајн је грана примењене уметности. Основа и корени графичког дизајна се могу наћи у старим рукописима старе Кине, Грчке и Египта. Графички дизајн представља визуелни медиј који има циљ да изрази комуникацију, користећи слике, графику и текст са циљем да привуче кориснике. Алати које графички дизајнери користе су разни, четкице, оловке, пера и папир, као и дигиталне медије, а са појавом рачунара користе се и разни рачунарски програми.

##### Порекло имена
Вилијам А. Двигинс (енгл. William A. Dwiggins)  је  1922. године дао име графички дизајн овој, тада новој, области примењене уметности.